# NGC 6162
NGC 6162 este o galaxie lenticulară situată în constelația Hercule. A fost descoperită în 30 iunie 1870 de către Édouard Stephan⁠(d). Se află la o distanță de 164,2 de megaparseci de Pământ.